# Zážitková pedagogika
Zážitková pedagogika (také zážitkové vzdělávání nebo vzdělávání prožitkem) je přístup ke vzdělání založený na vyšší schopnosti lidské paměti vstřebávat informace, jejichž vnímání je provázeno intenzivní emocí. Jde o učení z důsledků vlastního jednání, hledání netradičních řešení a společné překonávání úkolů a výzev. Předností zážitkového vzdělávání je rozvíjení tvůrčích postupů, aktivní jednání, lepší vytváření neformálních vztahů a především intenzivní učení z prožitků namísto pouhého shromažďování informací. Zážitková pedagogika pracuje s prožitkem jako prostředkem k ovlivňování klienta. Směr tohoto ovlivňování je určen pedagogickým cílem. Práce zážitkového pedagoga spočívá v záměrném vytváření situací, v nichž předpokládá intenzivní prožívání, a následné pedagogické práci s těmito prožitky (zpětnou vazbou).
Zážitkové vzdělávání může být stejně účinné u malých školáků, vysokoškolských studentů i při vzdělávání dospělých (andragogika). Metoda se obecně nejvíce používá u různých druhů programů, které mají za cíl rozvíjení znalostí, dovedností a osobních dispozic z přímé zkušenosti. Teambuilding, outdoor training nebo workshop je jen několik příkladů zážitkových kurzů. „Probíraná látka“ je účastníkům takových kurzů dávkována po částech, přesto však v každém okamžiku v absolutním kontextu. Účastníci si sami ze zážitku vybírají pro ně důležité zkušenosti. Důležitým předpokladem přenosu do praxe je proces reflexe získaných prožitků a zkušeností.

## Charakteristika zážitkové pedagogiky
Poznatky vyvozené ze zážitků mají navíc výhodu v tom, že jsou dlouhodobě zapamatovatelné a snadno vybavitelné. To dokládá Dalova pyramida učení, podle níž si lidé pamatují:
- 10 % z toho, co čtou
- 20 % z toho, co slyší
- 30 % z toho, co vidí
- 50 % z toho, co slyší a vidí
- 70 % z toho, co řeknou a napíší
- 90 % z toho, co udělají

Poznatky tohoto druhu se zasloužily o vznik zážitkové pedagogiky. Její principy nejlépe vyniknou v porovnání s klasickým pojetím vzdělávání. V klasickém přístupu je učitel nebo lektor expertem a předává své vědomosti účastníkům vzdělávání. Úlohou studenta je, aby poznatek pochopil, přijal, zapamatoval si ho a promítl ho do svého jednání. V procesu učení je primární aktivita lektora, zatímco účastník vzdělávání jen více či méně pasivně přijímá poznatky.
Oproti tomu je zážitkové vzdělávání založeno na aktivitě účastníka kurzu, aktivní role lektora a účastníka se střídá a prolíná. Při vlastním zážitku lektor ustupuje do role pozorovatele. Účastník přejímá osobní odpovědnost za výsledky učení, mezi lektorem a účastníkem vzniká vyvážená spolupráce. Stěžejními kroky v aplikaci zážitkové pedagogiky jsou tedy zejména vystavit studenta dostatečně silnému zážitku a ve zpětnovazebné fázi mu umožnit pochopení a uchopení, generalizaci pro další využití v reálných situacích.

## Historie
Kořeny světové zážitkové pedagogiky leží v původně vojensky-výcvikových kurzech organizace Outward Bound a v pedagogické filosofii jejího zakladatele Kurta Hahna. Základními mechanismy ovlivňování chování edukanta jsou učení zážitkem a rozšiřování komfortní zóny. Myšlenkovým otcem zážitkového vzdělávání byl ovšem John Dewey (1859–1952), který kritizoval klasické „biflování“ poznatků a zdůrazňoval nutnost zapojení osobních prožitků a vlastních zkušeností. Na jeho myšlenky navázal na začátku sedmdesátých let minulého století David A. Kolb, podle jehož výzkumů plných 80 % našeho poznání pramení z vlastních zážitků, které si následným racionálním zpracováním přetavíme do podoby obecného poznatku, kterým se pak řídíme.
V českém prostředí patří k zakladatelům zážitkové pedagogiky především různé osobnosti skautského hnutí (Jaroslav Foglar, Miloš Zapletal a další), na něž začátkem 70. let 20. století navázali experimentátoři s různými moderními formami zážitkového pobytu v přírodě a spoluautoři Prázdninové školy Allan Gintel a Ota Holec a další (Ivo Jirásek, Petr Hořejš,...).

## Pojetí zážitkové pedagogiky
Možností chápání zážitkového vzdělávání je vícero. Může jít o výchovu konfrontující účastníky se silnými prožitky v aktivitách, které v sobě obsahují určitý stupeň rizika a dobrodružství, o motivaci mladých lidí k sebevýchově pomocí nevšedních zážitků nebo o návod na aktivní trávení volného času a překonávání jednotvárnosti všedních dnů. Lze v ní hledat překonávání hranic možností účastníků po stránce tělesné i duševní, sebepoznávání, rozšiřování horizontů, pomoc při hledání místa ve světě či prostor pro sociální učení, získávání důvěry v sebe i v ostatní lidi. Je to jedinečná možnost získávání společných prožitků ve skupině.
Zážitková pedagogika je účinná především ve formaci afektivní (emocionální) a konativní (výkonové) stránky osobnosti. Implementace ryze kognitivních prvků (poznání, vzdělávání v užším smyslu) je obtížná, nicméně myslitelná.

## Zážitkové učení
Se zážitkovým vzděláváním souvisí pojem zážitkové učení, které se zaměřuje na učící proces jednotlivce (na rozdíl od zážitkového vzdělávání, které popisuje interaktivní proces mezi učitelem a žákem). Učení zážitkem je založeno na aplikaci cyklů učení zážitkem – posloupností jednotlivých kroků, z nichž první je obvykle akce, zážitek, prožitek. Podle Kolbova modelu probíhá učení zážitkem ve čtyřech důležitých krocích:
1. zážitek získaný při řešení úkolu (aktivity)
2. reflexe – zpětné ohlédnutí, ve kterém dojde k sumarizaci a zhodnocení jednotlivých kroků při řešení
3. zobecnění získaných poznatků a tvorba konceptu
4. aktivní experiment na základě vytvořeného konceptu

Důležitou součástí zážitkového vzdělávání je reflexe, která cíleně využívá principů zkušenostního učení v návaznosti na prožité aktivity. Lektor jako facilitátor vytváří prostor pro sdílení pocitů a otevřenou diskusi, která směřuje ke skutečnému pochopení příčin a následků problémových situací, a využívá takové teoretické nástroje, které tento proces vedou k žádoucímu cíli.
Pomocí reflexe učitel pomáhá studujícímu zorientovat se ve vlastní zkušenosti. Důraz je kladen na to, že by jedinec musel reflektovat ve skupině prostřednictvím spolupráce s jinými lidmi, která mu pomáhá skrze zkušenostni ostatních rozumět sobě. Reflexe navazuje na zážitek během procesu vzdělávání, v souvislosti s čímž se učení stává efektivnějším. Kromě toho schopnost reflexe je podmíněna mnoha faktory, mezi které patří věk jedince a jeho aktuální zkušenost s reflektováním.

### Příklady zážitkového učení
Celosvětově rozšířenou formou zážitkového učení jsou science centra, kde je kladen důraz na interaktivní předvádění různých vědeckých faktů. Obchodní názvy obsahují např. "science center", "science centrum", "zážitkový science park" atp.
Příkladem vědeckého centra světové třídy je Experimentarium, které se nachází v Hellerup mírně severně od Kodaně v Dánsku. Poskytuje rodinám, školním třídám a mílovníkům vědy obecně všech věkových kategorií vysoce kvalitní vědecké výstavy, kde se lze dotknout, zažít vědu inovativním, novým způsobem.
V České republice příkladem zážitkového učení může sloužit např. Prázdninová škola Lipnice, jež se zaměřuje na činnosti pro adolescenty a pozdní adolescenty. Tato škola vznikla v roce 1977 a je známá tím, že ve výuce využívá metody zážitkové pedagogiky.

## Komfortní zóna v zážitkovém učení
Komfortní zóna představuje psychický stav, v němž se jedinec cití v klidu a má kontrolu nad svým okolím. V tomto stavu člověk necítí žádný stres nebo strach.
Rozšiřování komfortní zóny je mechanismus učení předpokládající u každého jedince balík zkušeností, umožňujících mu snadnou orientaci a správné řešení určitého kvanta situací a problémů. Naopak situace za touto „zónou pohodlí“ jsou mu nepříjemné, ohrožují jej. Pokud se jedinec dostane v simulované situaci do zdánlivého (subjektivního) nebezpečí, nepohody, kterou ovšem zvládne (neboť je tak vystavěna), rozšíří se jeho komfortní zóna o tuto zkušenost. V běžném životě pak v obdobné nebo strukturou podobné situaci nepociťuje nepříjemnost a obavy. Jde o jakýsi model „naočkování“.

## Formy zážitkového vzdělávání
Filosofie a principy zážitkového vzdělávání je využívána v mnoha učebních technikách. V programech založených na zážitkovém vzdělávání jsou nejprve účastníci postaveni před úkol, který zdánlivě nesouvisí s pracovní činností. Při řešení předloženého úkolu se však často projeví obdobné chování nebo stereotypní postupy jako při pracovní činnosti, které mohou účastníci při zpětné vazbě odhalit a dále s ním pracovat. Aktivity umožňují účastníkům vystoupit ze své komfortní zóny (fyzicky, emocionálně, intelektuálně, duševně) a dosáhnout tak netušených výsledků.

### Workshop
Obvyklým formátem zážitkového kurzu je facilitovaný workshop. Je to formát vzdělávací aktivity, při které facilitátor vede program tak, aby prostřednictvím různých technik (brainstorming, priorizace, mentální mapy, cizí oči aj.) účastníci pomocí vlastních zkušeností a znalostí došli k výstupu, který je pro ně užitečný a využitelný v jejich další práci, praxi. Tato interaktivní forma je velmi vhodnou formou pro další vzdělávání, prohlubování znalostí a vzájemné sdílení zkušeností. Facilitace znamená usnadňování komunikace ve skupině. Facilitátor celé jednání řídí po stránce procesní a dává tím účastníkům možnost plně se soustředit na věcnou stránku problému – na jeho řešení.

### Outdoor trénink
Teambuilding: Programy zaměřené na cílené, promyšlené a strukturované budování a rozvíjení pracovních týmů a jejich tvůrčího a výkonového potenciálu.
Outdoor management training, outdoor training, training: Trénink manažerských dovedností. Prostřednictvím outdoorových (zážitkových) programů lze procvičovat a rozvíjet řadu dovedností, které jsou důležité pro kvalitní manažerskou práci. Tyto dovednosti jsou někdy označovány jako klíčové kompetence. Patří mezi ně například schopnost komunikovat, kooperovat, řešit problémy, přijmout zodpovědnost atd. Tyto programy jsou většinou určeny menším skupinkám manažerů na různých stupních hierarchie firem. Mívají jasně definované vzdělávací cíle, kterých je dosahováno prostřednictvím modelových situací v podobě týmových úkolů a následných zpětných vazeb a reflexí.

### Týmové vyučování
Na jedné straně je tým lektorů a na straně druhé skupina studentů / klientů. Týmová spolupráce lektorů vede k vyšším výkonům, než když jedinec trénuje sám. Umožňuje využít v tréninku i náročnější hry, programy a prostředky, které jsou v běžné výuce a životě nerealizovatelné. Menší skupiny studentů umožňují větší interakci a vzájemnou zpětnou vazbu.

### Akční učení
Účastníci jsou stavěni před jasně definované problémové úkoly. Sami pak organizují svou práci a vytvářejí situační týmy, v nichž se scházejí jedinci různých věkových skupin. Skupina sama vytváří své vlastní struktury a způsoby sociálního jednání. Tím dochází k prolomení generačních bariér, rozvoji tolerance, zaujmutí možné role, větší sociální účinnosti a individuální stimulaci. Oproti tradiční výuce, zaměřené na prezentaci znalostí a dovedností se zaměřuje na akci, která nastala, a pomocí reflexe této události se hledá zlepšení, osvojují nové pohledy na věc, přičemž se využívá práce se skupinovými technikami.

### Situační a příběhová dramata
V kontrastu s nezúčastněným přijímáním informací od přednášejícího, jsou účastníci vedeni k aktivnímu jednání a nasazení s nemožností úniku či postoje neúčastnění. Děje se tak pomocí vymezených úkolů a zadání ze strany lektorů. Tím se klienti dostávají do situací, příběhů a dějů, v nichž jsou nuceni jednat. Ve vlastním jednání a jeho zpětném uvědomění nastává a probíhá proces učení, v němž je osvojována určitá vědomost, dovednost, role, zkušenost nebo model jednání.

### Kooperativní učení
Jde o pozitivní vzájemnou závislost klientů při plnění vytčeného cíle. Děje se tak při složitějších úkolech a zadáních, kdy je nemožné, aby jedinec obsáhl celkovou činnost a strhl na sebe veškerou pozornost. Dochází tak přirozeně k rozdělení úkolů a spolupráci malých skupin. Důraz je kladen na osobní odpovědnost a osobní skládání účtů ve prospěch celku. Plnění postupných úkolů a dovedností probíhá ve smyslu principu – stupňování obtížnosti – tedy od jednoduššího ke složitějšímu. Závěr úkolu je veden k hluboké skupinové reflexi z prožité činnosti.

## Zážitkové vzdělávání na českých univerzitách
- Univerzita Karlova – Pedagogická fakulta, Fakulta tělesné výchovy a sportu
- Univerzita Palackého v Olomouci – Fakulta tělesné kultury
- Ostravská univerzita – Pedagogická fakulta
- Technická univerzita v Liberci – Fakulta přírodovědně-humanitní a pedagogická
- Univerzita Jana Evangelisty Purkyně v Ústí nad Labem – Pedagogická fakulta, obor Aktivity v přírodě
- Masarykova univerzita – Filozofická fakulta, Ústav pedagogických věd[10], ACOR – Akademické centrum osobnostního rozvoje[11], obor Zkušenostně reflektivní učení[12] a obor Zkušenostní učení pro praxi[13] (působilo v minulosti)

#### Asociace
- Profesní sdružení pro zážitkové vzdělávání (PSZV)
- Association for Experiential Education (AEE)
- The European Institute of Outdoor Adventure Education and Experiential Learning(EOE)
- The Council for Adult and Experiential Learning (CAEL)
- www.gymnasion.org

#### Články
- Zážitkové učení
- Zážitkový marketing: Země neomezených možností
- Zážitkovými kurzy k týmové spolupráci ve školní třídě
- Woodcraft a zážitková pedagogika